# Arnoldiola sambuci
Arnoldiola sambuci är en tvåvingeart som först beskrevs av Jean-Jacques Kieffer 1901.  Arnoldiola sambuci ingår i släktet Arnoldiola och familjen gallmyggor. Inga underarter finns listade i Catalogue of Life.